# Alexander Rossi
Alexander Rossi (Auburn, Kalifornia, 1991. szeptember 25. –) amerikai autóversenyző, 2015-ben öt futamon rajthoz állt a Formula–1-ben. A 2016-os indianapolisi 500-as verseny győztese.

## Pályafutása

### Skip Barber
2005-ben, miután megnyerte az IKF Grand National Championship 100 cm³-es kategóriát és elődöntős volt összesítésbeli ötödik helyével, több mint 2000 amerikai versenyző közül, a Red Bull Formula One amerikai pilótát kereső sorozatában.
2006-ban elnyerte a Skip Barber Racing School ösztöndíját, így ezt az évet a Skip Barber Nemzeti Bajnokságban töltötte, és a szezon végén harmadik lett úgy, mint a valaha volt legfiatalabb futamgyőztes a maga tizennégy életévével.

### Formula BMW
2007-ben a Formula BMW USA sorozatban versenyzett, ahol a Team Apex Racing színeiben az összesítésbeli harmadik helyet szerezte meg három győzelemmel és öt dobogóval.
2008-ban is ebben a sorozatban versenyzett, de csapatot váltott. Új csapata az EuroInternational lett, mellyel az év tizenöt futamából tízet megnyert, s így a sorozat bajnokává vált. Emellett az Egyesült Államok első bajnoka lett ebben a sorozatban. Ezt az évet a Formula BMW Világ Döntőjének győzteseként fejezte be, miután a mexikóvárosi Autódromo Hermanos Rodríguez versenypályán legyőzte a dán újoncot, Michael Christensent. Ezért a teljesítményért Rossit az európai bajnok Esteban Gutiérrezzel együtt a BMW Sauber egy Formula–1-es tesztlehetőséggel jutalmazta.

### International Formula Master
2009-ben Rossi csatlakozott az International Formula Master sorozathoz a Hitech Racing színeiben, majd a második versenyhétvége után az ISR Racinghez igazolt. Az ISR-rel három győzelmet és egy leggyorsabb kört ért el, s negyedik lett a bajnokságban. Ez az eredmény azonban felemás érzéssel tölthette el, mivel a legjobb újonc lett negyedik helyével, de három győzelmével a második lett a hét futamgyőzelmet számláló svájci Fabio Leimer mögött.

### GP3
Miután a kilencedik helyen zárta tizenkét ponttal a 2009–2010-es GP2 Asia Seriest, Rossi az ART Grand Prix-hez igazolt a GP3-ba. A 2010. március 5-én megrendezett Paul Ricard-i teszten megszerezte csapatának és saját magának az egyes rajtszámot azzal, hogy megnyerte a tesztnapot. Már az első versenyhétvégén, a spanyolországi Barcelonában futamgyőzelmet és leggyorsabb kört ért el, a sorozat történetének első sprintfutamán. Ezt követően a teljesítménye kissé visszaesett. A hungaroringi sprintfutamon aratott győzelméig már csak két dobogó szerzett, azt követően pedig csak egyet. Első rajtkockát és leggyorsabb kört többet nem is ért el. A szezont így a negyedik helyen zárta 38 ponttal, bajnok csapattársától, Gutiérreztől 50 ponttal lemaradva. A csapat azonban a brazil Pedro Nunes rossz teljesítménye ellenére is megnyerte a bajnoki címet.

### World Series by Renault
A 2010-es szezon közepén bemutatkozhatott a monacói futam alkalmával bemutatkozhatott a szériában korábbi csapata, az ISR Racing színeiben, de ezen a futamon kiesett. 2011-re a brit Fortec Motorsports igazolta le, mégpedig a 2010-es olasz Formula–3-as bajnokság győztesének, a brazil César Ramos csapattársának. Rossi a szezon során két futamot nyert, négy további dobogót szerzett, s egy alkalommal futott leggyorsabb kört. A bajnokság harmadik helyén végzett a kanadai Wickens és a francia Vergne mögött 156 ponttal, csapattársára 109 pontot verve.
2012-ben átigazolt az Arden Caterhamhez, mellyel nem tudta előző évi eredményeit megismételni. Csupán egy dobogós helyet gyűjtött, de négy alkalommal futott leggyorsabb kört az utolsó öt futamon. Így a tizenegyedik lett 63 ponttal. A szezont Lewis Williamson csapattársaként kezdte, de a brit pilótától a harmadik versenyhétvége után elköszöntek, s helyét a portugál António Félix da Costa vette át, aki csupán hat versenyhétvégén versenyezve lett a bajnokság harmadik helyezettje négy győzelemmel és 166 ponttal.

### GP2
Rossi a 2009–2010-es GP2 Asia Series futamai során versenyezhetett először GP2-es autóval. Első versenyhétvégéjét a portugál Ocean Racing Technology színeiben teljesítette Leimer csapattársaként, majd a szezon hátralévő részét a maláj MalaysiaQi-Meritus.comnál töltötte Luca Filippi társaként. A négy versenyhétvégét felölelő szezonban a futamok felén, azaz négy alkalommal szerzett pontot, kiugró eredménye nem volt, így a bajnokság kilencedik helyén zárt 12 ponttal.
2013-ban a kínai Ma Csing-hua helyét foglalhatta el a GP2-ben. A szezon során annak ellenére, hogy első évét teljesítette a sorozatban, a bajnokság élmenőinek egyikének számított. Összesen négy dobogós helyezést ért el, amiből egy futamgyőzelem volt. Ezzel ő lett az első amerikai pilóta, aki versenyt nyert a szériában. Ehhez kellett az is, hogy Marcus Ericsson pole pozíciót érő körét elvegyék Abu-Dzabiban, s így ő kerüljön az első rajtkockába. Így ő lett a sorozat történetének második amerikai pilótája Scott Speed után, aki egy főfutamot az első helyről kezdhetett. Összességében a bajnokság kilencedik helyén zárt 92 pontot szerezve.
2014-re csapata, az EQ8 Caterham Racing meghosszabbította a szerződését, csapattársa pedig az indonéz Rio Haryanto lett, aki a spanyol Sergio Canamasast váltotta. Elvárásai a szerződés bejelentésekor világossá váltak: "Célom, a bajnoki cím lesz 2014-ben. A 2013-as évem nem úgy ment, mint terveztem. Ki kellett hagynom a szezon előtti teszteket, és a szezon első néhány versenyén sem tudtam rajthoz állni. Ennek ellenére a szezon során én és a csapat jó eredményeket értünk el, míg végül Abu-Dzabiban mi lettünk azok, akik az élen végeztek. Ez a jó szereplés a szezon utáni teszteken folytatódott, úgyhogy bízom abban, hogy 2014-ben meglesz a megfelelő tempónk."

### Formula–1

#### Tesztelési lehetőségek
Miután Rossi a Formula BMW USA megnyerésével kiérdemelte a BMW Sauber által felajánlott tesztlehetőséget, a fiatal pilóta 2009. december elsején, a spanyolországi Jerezben vezethette a Formula–1-ből a szezon végén kivonuló istálló egyik versenyautóját. A nap során Rossi 82 kört tett meg, a hetedik legjobb időt futotta meg, a győztes Andy Soucek (Williams) legjobb idejétől 1,069 mp-cel maradt el.
Még mielőtt ez a teszt megvalósult volna, az FIA 2009 júniusában kijelölte azt a három új csapatot, amellyel fel kívánta tölteni a rajtrácsot a 2010-es világbajnokságra. Az egyik nyertes, a később még csak el sem rajtoló US F1 már a projekt elején megerősítette, hogy az egyik pilótájukat az Egyesült Államokból kívánják kiválasztani. Ettől kezdve sok más versenyző mellett Rossi neve is egyre gyakrabban került szóba, mint a csapat egyik leendő pilótájaként. Azonban olyan hírek is szárnyra kaptak, melyek szerint nem álltak egymással tárgyalásban.
2012 márciusában a Caterham bejelentette, hogy Rossi tesztpilótai állást kapott, amely szerződést mindkét fél egy hosszútávú együttműködés kezdeteként értékelt. A szezon során csak egy nagydíjon, a barcelonai első szabadedzésen vezethette a csapat autóját. Bár az edzés során kikapott csapattársától, az orosz Vitalij Petrovtól, de a Hispania Racing két autóját és Pic Marussiáját is megelőzte. A 2012 novemberében megrendezett Fiatal Pilóták Tesztjén ismét részt vehetett, ezúttal csapata, a Caterham jóvoltából. Az utolsó napon ülhetett a volán mögé és 85 kört teljesítve az utolsó helyen zárt 3,808 mp-cel lemaradva a nap nyertesétől, az olasz Valsecchitől (Lotus).
2013 márciusában bejelentették, hogy folytatódik Rossi és a Caterham együttműködése. Az amerikai versenyző ebben az évben is a tesztcsapatban kapott szerepet a GP2-es versenyzés mellett. Két pénteki első szabadedzésen vehetett részt a szezonban: Kanadában a 20. lett, megelőzve Maldonadót (Williams) és Bianchit (Marussia), míg hazájában a 19. lett Chiltont, Picet és Gonzálezt is megverve. A szezon közben megrendezett háromnapos Fiatal Pilóták Tesztjén a Caterham autóját az első napon vezethette és a győztes Magnussentől 2,049 mp-cel maradt el a tizedik helyen végezve.

#### Pilótaként
2014-ben Rossi maradt a Caterhamnél tesztpilótaként, majd a nyár folyamán átigazolt a Marussiához szintén tesztpilótai munkakörbe, ahol azonban 2014. augusztus 21-én bejelentették, hogy a másnap kezdődő belga nagydíjhétvégén ő fogja helyettesíteni Max Chiltont a Marussia ülésében, Jules Bianchi csapattársaként, anyagi okok miatt. A belga nagydíj péntek délelőtti szabadedzésén ezt már cáfolták, mint kiderült, Rossi csak az első szabadedzésre kapta meg Chilton autóját. 2015-ben a Manornál vehette át Roberto Merhi helyét öt futamra a szezon második felében.

## Eredményei

### Karrier összefoglaló
| Szezon  | Bajnokság                    | Csapat                     | Verseny     | Győzelem    | Pole        | Leggyorsabb kör | Dobogós helyezések | Pont        | Helyezés    |
| ------- | ---------------------------- | -------------------------- | ----------- | ----------- | ----------- | --------------- | ------------------ | ----------- | ----------- |
| 2005    | Skip Barber Western Regional | Skip Barber Racing School  | 2           | 0           |             |                 | 0                  | 60          | 29.         |
| 2006    | Skip Barber Western Regional | Skip Barber Racing School  | 10          | 8           | 11          |                 | 10                 | 538         | 1.          |
| 2006    | Skip Barber National         | Skip Barber Racing School  | 14          | 3           | 2           | 2               | 4                  | 613         | 3.          |
| 2006    | Formula TR 1600 Pro Series   | Odyssey Motorsports        | 11          | 4           | 5           |                 | 6                  | 409         | 7.          |
| 2007    | Formula BMW Amerika          | Team Apex Racing           | 14          | 3           | 1           | 2               | 5                  | 410         | 3.          |
| 2007    | Formula BMW világ döntő      | EuroInternational          | 1           | 0           | 0           | 0               | 0                  | —           | HN          |
| 2008    | Formula BMW Amerika          | EuroInternational          | 15          | 10          | 10          | 9               | 11                 | 249         | 1.          |
| 2008    | Formula BMW Európa           | EuroInternational          | 2           | 0           | 0           | 0               | 0                  | —           | HN†         |
| 2008    | Formula BMW világ döntő      | EuroInternational          | 1           | 1           | 0           | 1               | 1                  | —           | 1.          |
| 2009    | International Formula Master | Hitech Racing              | 16          | 3           | 0           | 1               | 5                  | 52          | 4.          |
| 2009    | International Formula Master | ISR Racing                 | 16          | 3           | 0           | 1               | 5                  | 52          | 4.          |
| 2009–10 | GP2 Asia Series              | Ocean Racing Technology    | 8           | 0           | 0           | 0               | 0                  | 12          | 9.          |
| 2009–10 | GP2 Asia Series              | MalaysiaQi-Meritus.com     | 8           | 0           | 0           | 0               | 0                  | 12          | 9.          |
| 2010    | GP3                          | ART Grand Prix             | 14          | 2           | 2           | 1               | 5                  | 38          | 4.          |
| 2010    | Formula Renault 3.5 Series   | ISR Racing                 | 1           | 0           | 0           | 0               | 0                  | 0           | HN          |
| 2011    | Formula Renault 3.5 Series   | Fortec Motorsport          | 17          | 2           | 0           | 1               | 5                  | 156         | 3.          |
| 2012    | Formula Renault 3.5 Series   | Arden Caterham             | 17          | 0           | 0           | 4               | 1                  | 63          | 11.         |
| 2012    | Formula–1                    | Caterham                   | Tesztpilóta | Tesztpilóta | Tesztpilóta | Tesztpilóta     | Tesztpilóta        | Tesztpilóta | Tesztpilóta |
| 2013    | GP2                          | Caterham                   | 20          | 1           | 1           | 0               | 4                  | 92          | 9.          |
| 2013    | Formula–1                    | Caterham                   | Tesztpilóta | Tesztpilóta | Tesztpilóta | Tesztpilóta     | Tesztpilóta        | Tesztpilóta | Tesztpilóta |
| 2013    | Le Mans-i 24 órás verseny    | Greaves Motorsport         | 1           | 0           | 0           | 0               | 0                  | —           | 10.         |
| 2014    | GP2                          | EQ8 Caterham Racing        | 10          | 0           | 0           | 0               | 0                  | 12          | 21.         |
| 2014    | GP2                          | Campos Racing              | 2           | 0           | 0           | 0               | 0                  | 12          | 21.         |
| 2014    | Formula–1                    | Caterham                   | Tesztpilóta | Tesztpilóta | Tesztpilóta | Tesztpilóta     | Tesztpilóta        | Tesztpilóta | Tesztpilóta |
| 2014    | Formula–1                    | Marussia F1 Team           | Tesztpilóta | Tesztpilóta | Tesztpilóta | Tesztpilóta     | Tesztpilóta        | Tesztpilóta | Tesztpilóta |
| 2015    | GP2                          | Racing Engineering         | 22          | 3           | 1           | 0               | 7                  | 181,5       | 2.          |
| 2015    | Formula–1                    | Manor Marussia             | 5           | 0           | 0           | 0               | 0                  | 0           | 20.         |
| 2016    | IndyCar                      | Andretti Autosport         | 16          | 1           | 0           | 2               | 1                  | 430         | 11.         |
| 2017    | IndyCar                      | Andretti Autosport         | 17          | 1           | 1           | 1               | 3                  | 494         | 7.          |
| 2018    | IndyCar                      | Andretti Autosport         | 17          | 3           | 3           | 1               | 8                  | 621         | 2.          |
| 2019    | IndyCar                      | Andretti Autosport         | 17          | 2           | 2           | 0               | 7                  | 608         | 3.          |
| 2019    | Supercars-bajnokság          | Walkinshaw Andretti United | 1           | 0           | 0           | 0               | 0                  | 102         | 52.         |
| 2020    | IndyCar                      | Andretti Autosport         | 14          | 0           | 0           | 1               | 5                  | 317         | 9.          |
| 2021    | IndyCar                      | Andretti Autosport         | 16          | 0           | 0           | 0               | 1                  | 324         | 10.         |
| 2022    | IndyCar                      | Andretti Autosport         | 17          | 1           | 1           | 0               | 3                  | 381         | 9.          |
| 2023    | IndyCar                      | Arrow McLaren              | 17          | 0           | 0           | 0               | 1                  | 375         | 9.          |
| 2024    | IndyCar                      | Arrow McLaren              | 0           | 0           | 0           | 0               | 0                  | 0           | —           |

† – Mivel Rossi vendégpilóta volt, ezért nem részesült bajnoki pontokban.

### Teljes GP3-as eredménysorozata
(Táblázat értelmezése)

(Félkövér: pole-pozícióból indult; dőlt: leggyorsabb kört futott) 

| Év   | Csapat         | 1         | 2         | 3         | 4         | 5          | 6          | 7         | 8         | 9          | 10        | 11        | 12        | 13         | 14        | 15         | 16         | Helyezés | Pont |
| ---- | -------------- | --------- | --------- | --------- | --------- | ---------- | ---------- | --------- | --------- | ---------- | --------- | --------- | --------- | ---------- | --------- | ---------- | ---------- | -------- | ---- |
| 2010 | ART Grand Prix | ESP FEA 8 | ESP SPR 1 | TUR FEA 4 | TUR SPR 3 | EUR FEA Ki | EUR SPR Ki | GBR FEA 5 | GBR SPR 2 | GER FEA Ki | GER SPR 8 | HUN FEA 8 | HUN SPR 1 | BEL FEA 13 | BEL SPR 2 | ITA FEA Ki | ITA SPR 15 | 4.       | 38   |

### Teljes GP2-es eredménysorozata
(Táblázat értelmezése)

(Félkövér: pole-pozícióból indult; dőlt: leggyorsabb kört futott) 

| Év   | Csapat              | 1          | 2          | 3          | 4          | 5          | 6          | 7          | 8          | 9          | 10         | 11         | 12         | 13         | 14         | 15        | 16         | 17        | 18        | 19         | 20         | 21        | 22         | Helyezés | Pont  |
| ---- | ------------------- | ---------- | ---------- | ---------- | ---------- | ---------- | ---------- | ---------- | ---------- | ---------- | ---------- | ---------- | ---------- | ---------- | ---------- | --------- | ---------- | --------- | --------- | ---------- | ---------- | --------- | ---------- | -------- | ----- |
| 2013 | Caterham Racing     | MAL FEA    | MAL SPR    | BHR FEA 3  | BHR SPR 20 | ESP FEA 6  | ESP SPR 6  | MON FEA Ki | MON SPR 19 | GBR FEA 10 | GBR SPR 9  | GER FEA 11 | GER SPR 6  | HUN FEA 13 | HUN SPR 16 | BEL FEA 3 | BEL SPR 22 | ITA FEA 8 | ITA SPR 2 | SIN FEA Ki | SIN SPR 23 | UAE FEA 1 | UAE SPR Ki | 9.       | 92    |
| 2014 | EQ8 Caterham Racing | BHR FEA 22 | BHR SPR 25 | ESP FEA Ki | ESP SPR 14 | MON FEA 16 | MON SPR 11 | AUT FEA 8  | AUT SPR 5  | GBR FEA 12 | GBR SPR 21 |            |            |            |            |           |            |           |           |            |            |           |            | 21.      | 12    |
| 2014 | Campos Racing       |            |            |            |            |            |            |            |            |            |            | GER FEA Ki | GER SPR 7  | HUN FEA    | HUN SPR    | BEL FEA   | BEL SPR    | ITA FEA   | ITA SPR   | RUS FEA    | RUS SPR    | UAE FEA   | UAE SPR    | 21.      | 12    |
| 2015 | Racing Engineering  | BHR FEA 3  | BHR SPR 4  | ESP FEA 3  | ESP SPR 4  | MON FEA 2  | MON SPR 7  | AUT FEA 6  | AUT SPR 8  | GBR FEA 2  | GBR SPR 4  | HUN FEA 12 | HUN SPR 20 | BEL FEA 6  | BEL SPR 1  | ITA FEA 1 | ITA SPR Ki | RUS FEA 1 | RUS SPR 6 | BHR FEA 18 | BHR SPR 9  | UAE FEA 4 | UAE SPR T  | 2.       | 181,5 |

### Teljes Formula–1-es eredménysorozata
(Táblázat értelmezése)

(Félkövér: pole-pozícióból indult; dőlt: leggyorsabb kört futott) 

| Év   | Csapat         | 1   | 2   | 3   | 4   | 5      | 6   | 7      | 8   | 9   | 10  | 11  | 12     | 13     | 14     | 15  | 16     | 17     | 18     | 19  | 20  | Helyezés | Pont |
| ---- | -------------- | --- | --- | --- | --- | ------ | --- | ------ | --- | --- | --- | --- | ------ | ------ | ------ | --- | ------ | ------ | ------ | --- | --- | -------- | ---- |
| 2012 | Caterham       | AUS | MAL | CHN | BHR | ESP Tp | MON | CAN    | EUR | GBR | GER | HUN | BEL    | ITA    | SIN    | JPN | KOR    | IND    | UAE    | USA | BRA | —        | —    |
| 2013 | Caterham       | AUS | MAL | CHN | BHR | ESP    | MON | CAN Tp | GBR | GER | HUN | BEL | ITA    | SIN    | KOR    | JPN | IND    | UAE    | USA Tp | BRA |     | —        | —    |
| 2014 | Caterham       | AUS | MAL | BHR | CHN | ESP    | MON | CAN Tp | AUT | GBR | GER |     |        |        |        |     |        |        |        |     |     | —        | 0    |
| 2014 | Marussia       |     |     |     |     |        |     |        |     |     |     | HUN | BEL Tp | ITA    | SIN    | JPN | RUS Vi | USA    | BRA    | UAE |     | —        | 0    |
| 2015 | Manor-Marussia | AUS | MAL | CHN | BHR | ESP    | MON | CAN    | AUT | GBR | HUN | BEL | ITA    | SIN 14 | JPN 18 | RUS | USA 12 | MEX 15 | BRA 18 | UAE |     | 20.      | 0    |

### Teljes IndyCar eredménysorozata
| Év   | Csapat             | 1      | 2      | 3      | 4      | 5      | 6       | 7       | 8      | 9      | 10     | 11     | 12     | 13     | 14     | 15     | 16     | 17     | 18  | Helyezés | Pont |
| ---- | ------------------ | ------ | ------ | ------ | ------ | ------ | ------- | ------- | ------ | ------ | ------ | ------ | ------ | ------ | ------ | ------ | ------ | ------ | --- | -------- | ---- |
| 2016 | Andretti Autosport | STP 12 | PHX 14 | LBH 20 | ALA 15 | IMS 10 | INDY 1  | DET 10  | DET 12 | ROA 15 | IOW 6  | TOR 16 | MDO 14 | POC 20 | TXS 11 | WGL 8  | SNM 5  |        |     | 11.      | 430  |
| 2017 | Andretti Autosport | STP 11 | LBH 19 | ALA 5  | PHX 15 | IMS 8  | INDY 7  | DET 5   | DET 7  | TXS 22 | ROA 13 | IOW 11 | TOR 2  | MDO 6  | POC 3  | GTW 6  | WGL 1* | SNM 21 |     | 7.       | 494  |
| 2018 | Andretti Autosport | STP 3  | PHX 3  | LBH 1* | ALA 11 | IMS 5  | INDY 4  | DET 3   | DET 12 | TXS 3  | ROA 16 | IOW 9  | TOR 8  | MDO 1* | POC 1* | GTW 2  | POR 8* | SNM 7  |     | 2.       | 621  |
| 2019 | Andretti Autosport | STP 5  | COA 9  | ALA 5  | LBH 1* | IMS 22 | INDY 2  | DET 2   | DET 5  | TXS 2  | ROA 1  | TOR 3  | IOW 6  | MDO 5  | POC 18 | GTW 13 | POR 7  | LAG 6  |     | 3.       | 608  |
| 2020 | Andretti Autosport | TXS 15 | IMS 25 | ROA 19 | ROA 3  | IOW 6  | IOW 8   | INDY 27 | GTW 22 | GTW 14 | MDO 3  | MDO 2  | IMS 2  | IMS 3  | STP 21 |        |        |        |     | 9.       | 317  |
| 2021 | Andretti Autosport | ALA 9  | STP 21 | TXS 8  | TXS 20 | IMS 7  | INDY 29 | DET 7   | DET 13 | ROA 7  | MDO 5  | NSH 17 | IMS 4  | GTW 17 | POR 2  | LAG 25 | LBH 6  |        |     | 10.      | 332  |
| 2022 | Andretti Autosport | STP 20 | TXS 27 | LBH 8  | ALA 9  | IMS 11 | INDY 5  | DET 2   | ROA 3  | MDO 19 | TOR 23 | IOW 13 | IOW 18 | IMS 1* | NSH 4  | GTW 25 | POR 7  | LAG 10 |     | 9.       | 381  |
| 2023 | Arrow McLaren      | STP 4  | TXS 22 | LBH 22 | ALA 8  | IMS 3  | INDY 5  | DET 5   | ROA 10 | MDO 10 | TOR 16 | IOW 10 | IOW 15 | NSH 19 | IMS 5  | GTW 4  | POR 20 | LAG 7  |     | 9.       | 375  |
| 2024 | Arrow McLaren      | STP 8  | TRM2 7 | LBH    | ALA    | IMS    | INDY    | DET     | ROA    | LAG    | MDO    | IOW    | IOW    | TOR    | GTW    | POR    | MIL    | MIL    | NSH | 8.*      | 24*  |

* A szezon jelenleg is zajlik.
2 A verseny nem számít bele a bajnokságba

#### Indianapolis 500
| Év   | Karosszéria | Motor     | Rajthely | Eredmény | Csapat             |
| ---- | ----------- | --------- | -------- | -------- | ------------------ |
| 2016 | Dallara     | Honda     | 10       | 1        | Andretti Autosport |
| 2017 | Dallara     | Honda     | 3        | 7        | Andretti Autosport |
| 2018 | Dallara     | Honda     | 32       | 4        | Andretti Autosport |
| 2019 | Dallara     | Honda     | 9        | 2        | Andretti Autosport |
| 2020 | Dallara     | Honda     | 9        | 27       | Andretti Autosport |
| 2021 | Dallara     | Honda     | 10       | 29       | Andretti Autosport |
| 2022 | Dallara     | Honda     | 20       | 5        | Andretti Autosport |
| 2023 | Dallara     | Chevrolet | 7        | 5        | Arrow McLaren      |

### Daytonai 24 órás autóverseny
| Év   | Csapat                | Csapattárs                                        | Autó                 | Kategória | Kör | Összetett Helyezés | Kategória Helyezés |
| ---- | --------------------- | ------------------------------------------------- | -------------------- | --------- | --- | ------------------ | ------------------ |
| 2014 | DeltaWing Racing Cars | Katherine Legge Gabby Chaves Andy Meyrick         | DeltaWing DWC13      | P         | 288 | Kiesett            | Kiesett            |
| 2019 | Acura Team Penske     | Hélio Castroneves Ricky Taylor                    | Acura ARX-05         | DPi       | 593 | 3.                 | 3.                 |
| 2020 | Acura Team Penske     | Hélio Castroneves Ricky Taylor                    | Acura ARX-05         | DPi       | 811 | 8.                 | 8.                 |
| 2021 | Konica Minolta Acura  | Hélio Castroneves Ricky Taylor Filipe Albuquerque | Acura ARX-05         | DPi       | 807 | 1.                 | 1.                 |
| 2022 | Konica Minolta Acura  | Will Stevens Ricky Taylor Filipe Albuquerque      | Acura ARX-05         | DPi       | 761 | 2.                 | 2.                 |
| 2024 | Pfaff Motorsports     | James Hinchcliffe Oliver Jarvis Marvin Kirchhöfer | McLaren 720S GT3 Evo | GTD Pro   |     |                    |                    |

## Fordítás
- Ez a szócikk részben vagy egészben  az   Alexander Rossi című angol Wikipédia-szócikk fordításán alapul.  Az eredeti cikk szerkesztőit annak laptörténete sorolja fel. Ez a jelzés csupán a megfogalmazás eredetét és a szerzői jogokat jelzi, nem szolgál a cikkben szereplő információk forrásmegjelöléseként.